# Szent Bertalan-templom (Brassó)

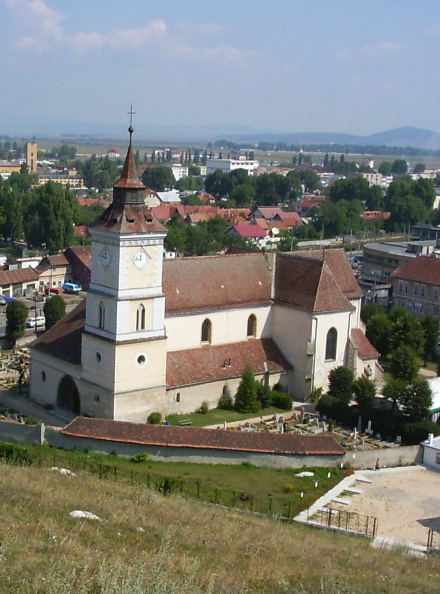
A templom képe a Gespreng-hegyről

A brassói szász evangélikus (de istentiszteleti helyként már nem működő) Szent Bertalan-templom (németül: Bartholomäuskirche) Óbrassó és a róla elnevezett Bertalan-negyed határán, forgalmas közlekedési csomópont mellett, a Gespreng-hegy alatt, a Hosszú utca (Langgasse, Stradă Lungă) végén áll.
Helyén az Árpád-korban már templom, körülötte település állt, melyekről csak feltételezhetjük, hogy a Német Lovagrend, majd annak kiűzése után a kerci apátság birtokolta. Erre az utal, hogy a mai templom, amely a 13–14. században épült, a kerci műhely (ún. ciszterci) stílusának jegyeit viseli magán. Háromhajós bazilika kereszthajóval, stílusa kora gótikus, román elemekkel.
A brassói magyarok később Árvaleány-templomnak nevezték, mert a hagyomány szerint három árva leány építette, akiket az oltár alá temettek. A város kialakulása után Óbrassó északi részének (Bartholomä) plébániatemploma lett. A törökök 1421-es és Vlad Țepeș seregének 1460-as pusztítása után jelentős módosulásokkal épült újra, ekkor kapta mai mennyezetét. 1502-ben említették a mellette működő iskolát. A 19. század elején felújították, de tornya  az 1822-es földrengésben összeomlott, 1840–1842-ben helyette magasabbat építettek.
Értékes fali szentségháza. A déli kápolnájában középkori falfestmények találhatók. Temető és védőfal veszi körül.
2003 óta szász néprajzi kiállítás látható benne. A romániai műemlékek jegyzékében a BV-II-m-A-11461.01 sorszámon szerepel.

## További információk

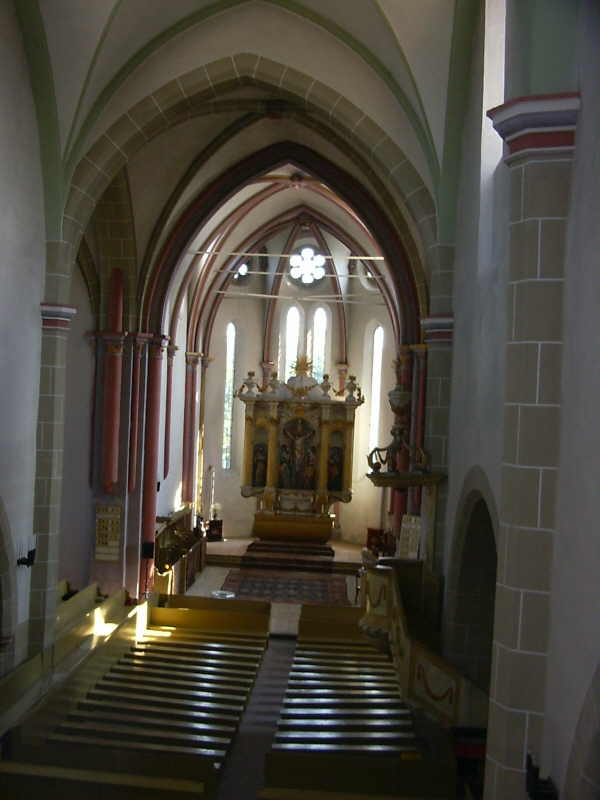
A templombelső 2003 előtt
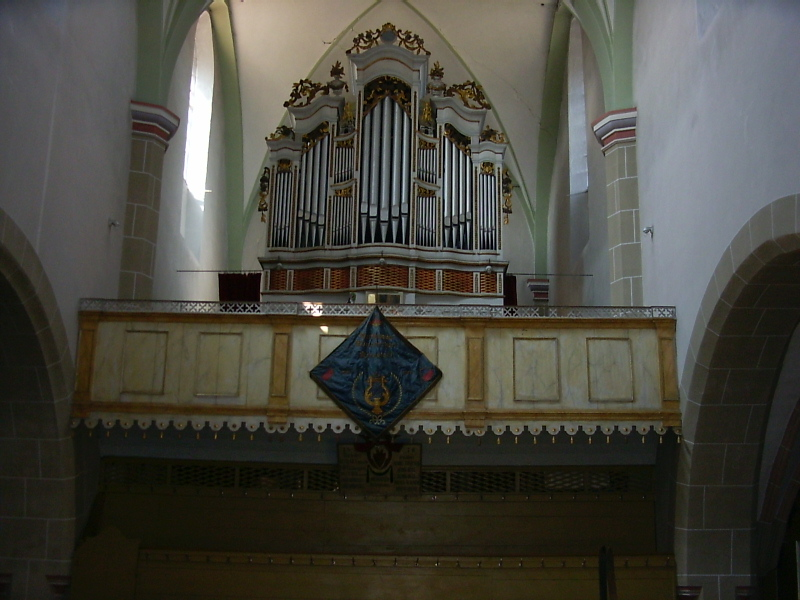
Az orgona
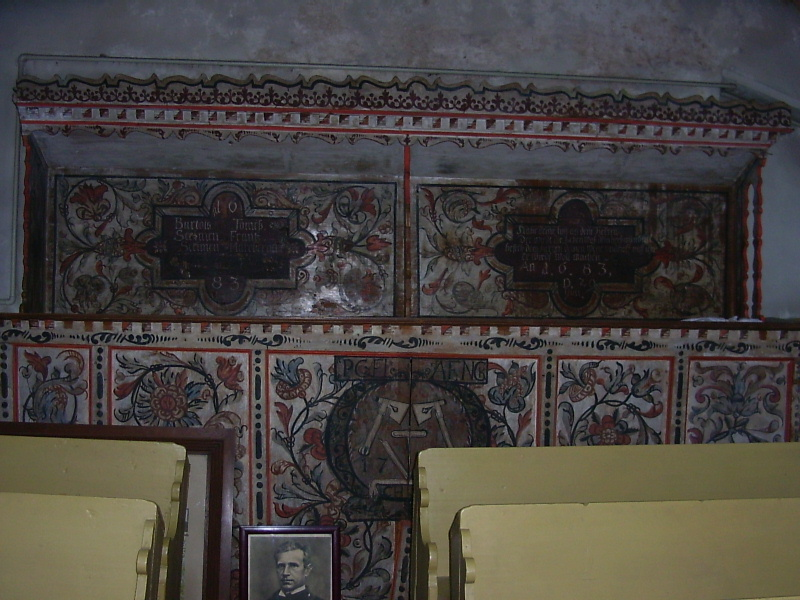
A templom stalluma
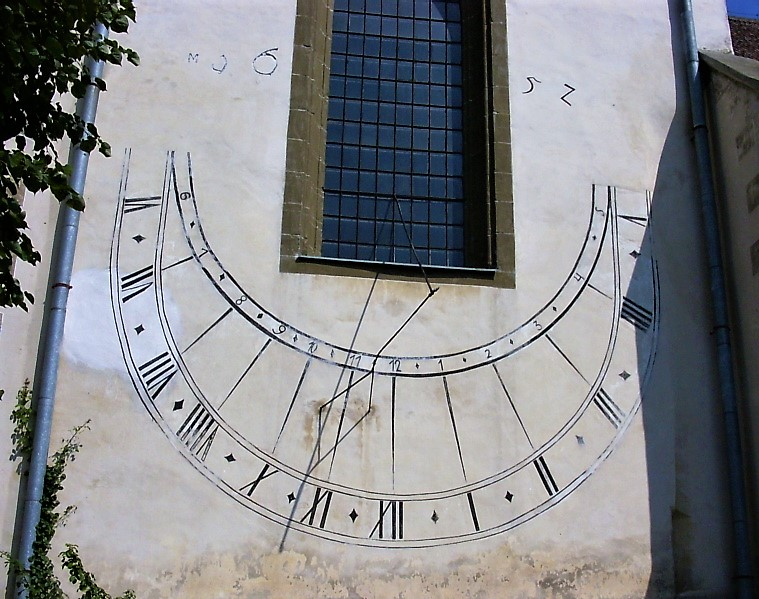
Napóra
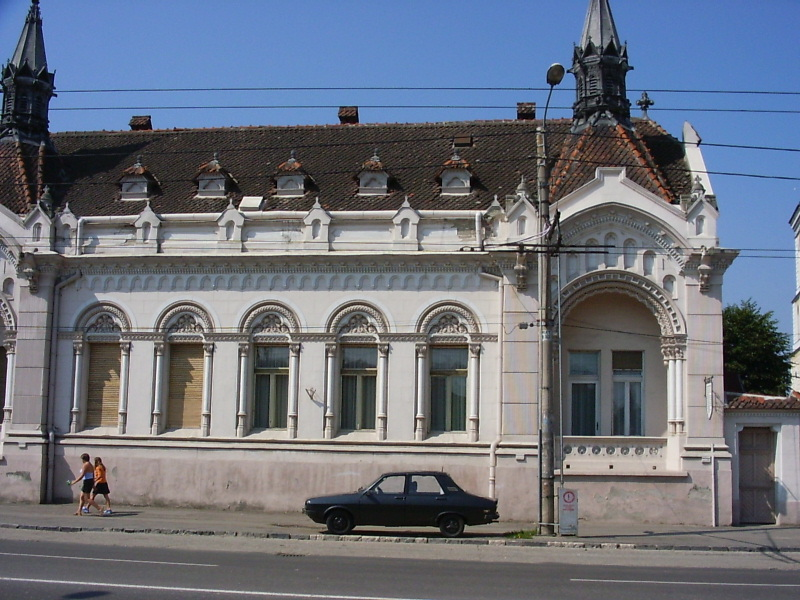
A templom parókiája a Hosszú utcában